# Deron Williams
Deron Michael Williams (Parkersburg, 26 de junho de 1984) é um jogador norte-americano de basquetebol profissional que atualmente joga no Cleveland Cavaliers da NBA.

## Carreira na NBA

### Utah Jazz
Após três anos atuando pela Universidade de Illinois, Williams foi selecionado na 3ª posição do draft da NBA de 2005 pelo Utah Jazz e após uma primeira temporada razoável, onde conquistou a confiança do treinador Jerry Sloan apenas no final da temporada (sendo nomeado para o time dos melhores novatos da temporada). Deron despontou em seu segundo ano, fazendo uma média de 16,2 pontos e 9,3 assistências por jogo, liderando os Jazz para sua primeira participação em uma final de conferência desde 1998. Os Jazz acabaram derrotados pelo San Antonio Spurs em cinco jogos, porém a partir daí Deron passou a ser mencionado entre os melhores armadores da NBA. Na temporada 2007-2008 Deron continuou evoluindo, terminando com médias de 18,8 pontos e 10,5 assistências por jogo, culminado em uma nomeação para o Segundo Time da NBA, e na convocação para disputar os Jogos Olímpicos pela seleção dos Estados Unidos.

### Dallas Mavericks
Em julho de 2015, Williams assinou com o Dallas Mavericks para jogar por dois anos com um salário de US$10 milhões.

## Seleção Estadunidense
Deron integrou a Seleção Estadunidense de Basquetebol que conquistou a medalha de ouro nos Jogos Olímpicos de Verão de 2008, em Pequim.

## Estatísticas na NBA

### Temporada regular
| Ano      | Equipe     | PJ  | PT  | MPP  | %TC  | %3P  | %TL  | RPP | APP  | ROB | TPP | PPP  |
| -------- | ---------- | --- | --- | ---- | ---- | ---- | ---- | --- | ---- | --- | --- | ---- |
| 2005-06  | Utah       | 80  | 47  | 28.8 | .421 | .416 | .704 | 2.4 | 4.5  | .8  | .2  | 10.8 |
| 2006-07  | Utah       | 80  | 80  | 36.9 | .456 | .322 | .767 | 3.3 | 9.3  | 1.0 | .2  | 16.2 |
| 2007-08  | Utah       | 82  | 82  | 37.3 | .507 | .395 | .803 | 3.0 | 10.5 | 1.1 | .3  | 18.8 |
| 2008-09  | Utah       | 68  | 68  | 36.8 | .471 | .310 | .849 | 2.9 | 10.7 | 1.1 | .3  | 19.4 |
| 2009-10  | Utah       | 76  | 76  | 36.9 | .469 | .371 | .801 | 4.0 | 10.5 | 1.3 | .2  | 18.7 |
| 2010-11  | Utah       | 53  | 53  | 37.9 | .458 | .345 | .853 | 3.9 | 9.7  | 1.2 | .2  | 21.3 |
| 2010-11  | New Jersey | 12  | 12  | 38.0 | .349 | .271 | .793 | 4.6 | 12.8 | 1.2 | .2  | 15.0 |
| 2011-12  | New Jersey | 55  | 55  | 36.3 | .407 | .336 | .843 | 3.3 | 8.7  | 1.2 | .4  | 21.0 |
| 2012-13  | Brooklyn   | 78  | 78  | 36.4 | .440 | .378 | .859 | 3.0 | 7.7  | 1.0 | .4  | 18.9 |
| 2013-14  | Brooklyn   | 64  | 58  | 32.2 | .450 | .366 | .801 | 2.6 | 6.1  | 1.5 | .2  | 14.3 |
| 2014-15  | Brooklyn   | 68  | 55  | 31.1 | .387 | .386 | .834 | 3.5 | 6.6  | .9  | .3  | 13.0 |
| 2015-16  | Dallas     | 65  | 63  | 32.4 | .414 | .344 | .869 | 2.9 | 5.8  | .9  | .2  | 14.1 |
| Total    | Total      | 781 | 727 | 34.8 | .445 | .357 | .822 | 3.2 | 8.3  | 1.1 | .3  | 16.8 |
| All-Star | All-Star   | 3   | 0   | 21.3 | .552 | .500 | .000 | 2.3 | 5.7  | 2.0 | .7  | 13.0 |

### Playoffs
| Ano   | Equipe   | PJ | PT | MPP  | %TC  | %3P  | %TL  | RPP | APP  | ROB | TPP | PPP  |
| ----- | -------- | -- | -- | ---- | ---- | ---- | ---- | --- | ---- | --- | --- | ---- |
| 2007  | Utah     | 17 | 17 | 38.6 | .452 | .333 | .790 | 4.3 | 8.6  | 1.5 | .2  | 19.2 |
| 2008  | Utah     | 12 | 12 | 42.8 | .492 | .500 | .773 | 3.6 | 10.0 | .6  | .3  | 21.6 |
| 2009  | Utah     | 5  | 5  | 42.2 | .414 | .360 | .829 | 3.8 | 10.8 | 1.8 | .4  | 20.2 |
| 2010  | Utah     | 10 | 10 | 39.8 | .450 | .392 | .802 | 2.7 | 10.2 | 1.0 | .4  | 24.3 |
| 2013  | Brooklyn | 7  | 7  | 41.7 | .425 | .395 | .822 | 3.1 | 8.4  | 1.0 | .6  | 20.6 |
| 2014  | Brooklyn | 12 | 12 | 35.7 | .395 | .340 | .800 | 3.2 | 5.8  | 1.1 | .2  | 14.5 |
| 2015  | Brooklyn | 6  | 6  | 32.0 | .391 | .423 | .857 | 6.2 | 5.5  | 1.3 | .0  | 11.8 |
| 2016  | Dallas   | 3  | 3  | 16.3 | .333 | .429 | .000 | .7  | 2.7  | .3  | .0  | 5.0  |
| Total | Total    | 72 | 72 | 38.1 | .439 | .393 | .801 | 3.6 | 8.2  | 1.1 | .3  | 18.5 |